# Палажченко Леонід Іванович
Леонід Іванович Палажченко (10 серпня 1934, Ромни — 2 грудня 1993, Київ) — український радянський партійний і державний діяч, керівник Волинської і Чернігівської областей, Герой Соціалістичної Праці (24.12.1976). Член ЦК КПУ в 1981—1986 р. Кандидат у члени ЦК КПУ в 1986—1990 р. Депутат Верховної Ради УРСР і заступник голови Верховної Ради УРСР 10-го скликання. Депутат Верховної Ради СРСР 11-го скликання. Кандидат економічних наук.

## Біографія
Народився 10 серпня 1934 року в місті Ромнах Сумської області. У 1949—1953 роках — студент Роменського технікуму механізації сільського господарства.
У 1953—1955 роках служив у Радянській армії. У 1955—1959 роках працював майстром, викладачем Роменського училища механізації сільського господарства.
З 1959 року — 1-й секретар Роменського районного комітету ЛКСМУ Сумської області, відповідальний організатор відділу комсомольських організацій ЦК ЛКСМ України.
Член КПРС з 1960 року.
Освіта вища. Закінчив Українську сільськогосподарську академію.
У 1961—1963 роках — 1-й секретар Чернігівського обласного комітету ЛКСМУ. У січні 1963 — грудні 1964 року — 1-й секретар Чернігівського сільського обласного комітету ЛКСМУ. У грудні 1964—1966 роках — 1-й секретар Чернігівського обласного комітету ЛКСМУ.
У січні 1966 — жовтні 1978 року — 1-й секретар Чернігівського районного комітету КПУ Чернігівської області.
У вересні 1978 — 5 квітня 1979 року — секретар Волинського обласного комітету КПУ.
5 квітня 1979 — 9 січня 1984 року — 1-й секретар Волинського обласного комітету КПУ.
7 січня 1984 — 13 січня 1990 року — 1-й секретар Чернігівського обласного комітету КПУ.

Могила Леоніда Палажченка

У 1990 році був фігурантом Ковбасної революції у Чернігові. Після відставки з посту у 1990 році переїхав до Києва, працював науковим співробітником Інституту землеробства Української академії сільгоспнаук. Помер 2 грудня 1993 року на робочому місці. Похований в Києві на Байковому кладовищі (ділянка № 31).